# El cazador (película de 2020)
El cazador es una película de Argentina filmada en colores, dirigida por Marco Berger sobre su propio guion que se estrenó el 28 de mayo de 2020 y fue protagonizada por Juan Pablo Cestaro, Lautaro Rodríguez, Patricio Rodríguez y Juan Barberini.  

## Sinopsis
Ezequiel intenta afirmar su identidad gay con un chico más grande al que conoce en una plaza y el filme va derivando en un romance juvenil cada vez más apasionado, para develar más tarde la trama criminal, que lleva toda la película en otra dirección.

## Reparto
Participaron en el filme los siguientes intérpretes:
- Juan Pablo Cestaro...Ezequiel
- Lautaro Rodríguez...Mono
- Patricio Rodríguez...Juan Ignacio
- Juan Barberini...Chino
- Luis Margani...Abuelo de Juan Ignacio
- Antonia De Michelis...Abuela de Juan Ignacio
- Tomás Agüero...Cutu
- Cecilia Cósero...Madre de Ezequiel
- Luciano Suardi...Padre de Ezequiel
- Malena Irusta...Hermana de Ezequiel
- Felipe González Otaño...Martín
- Franco Marani...Sergio
- Germán Frías...Darío
- Denis Corat...Profesor de Taekwondo
- Carmela Sandberg...Profesora
- Juan Ignacio Farías...Vecino
- Gala Núñez...Amiga de Juan Ignacio
- Agustín Bel...Alumno
- Carolina Erlich...Médica
- Juan Pablo Tunesi...Profesor de educación física
- Damián Borda...Hombre del sueño

## Comentarios
Paula Vázquez Prieto en La Nación escribió:”

”… una película inquietante y perturbadora, audaz como ninguna otra en su filmografía, que convierte a la mirada en la clave de toda reflexión ética. La calidez de sus otros universos, habitados por cuerpos en el vértice del deseo, aquí se subvierte a partir de las constantes de un género como el terror, con sus espacios ominosos y sus sombras amenazantes. Berger demuestra una confianza absoluta en el relato, que le permite cambiar el punto de vista, afinar el encuadre a medida que gravitan las decisiones más difíciles y seguir a sus personajes sin nunca confinarlos, con la misma libertad que entrega a su espectador.

Diego Curubeto en Ámbito Financiero escribió:”

”Los delitos de pedofilia y abuso infantil y adolescente en las redes son algo cada vez mas común, y sin embargo el cine, tanto internacional como local, no refleja este horrible fenómeno. Por eso “El cazador”, que toca el tema, desperdicia la oportunidad de enfocar este oscuro asunto y al que solo deja en un nivel superficial. ..A favor de “El cazador”, las actuaciones son creíbles y lo técnico es correcto, a veces imaginativo, pero lo que se luce en serio es la misteriosa música ambiente a cargo de Pedro Irusta.”